# Teodor Paleolog (kardynał)
Teodor Paleolog (ur. 14 sierpnia 1425, zm. 21 stycznia 1484)  – włoski kardynał.

## Życiorys
Był synem Jana Jakuba Paleologa, markiza Montferratu w latach 1418-1445 i Joanny Sabaudzkiej (1395–1460), córki Amadeusza VII, hrabiego Sabaudii, siostry antypapieża Feliksa V. Jego braćmi byli: Jan IV Paleolog, Wilhelm VIII Paleolog, Bonifacy III Paleolog, siostrami zaś: Amadea Paleolog i Izabella Paleolog. W początkach kariery był protonotariuszem apostolskim, pełnił funkcję dziekana kościoła katedry Santa Maria di Saluzzo w Saluzzo. Na prośbę swojego dawnego szwagra Jana II Cypryjskiego (męża Amadei) papież Paweł II uczynił go kardynałem diakonem na konsystorzu 18 września 1467 roku. Teodor przybył do Rzymu i 21 kwietnia 1468  i otrzymał czerwony kapelusz kardynalski, a 27 kwietnia otrzymał diakonię San Teodoro. Był odtąd znany jako Kardynał z Monferratu. Brał udział w konklawe 1471, które wybrało papieża Sykstusa IV. Zmarł w Asti.